# Tipsy Nipper
El Tipsy Nipper T.66 es una aeronave ligera acrobática, desarrollada en 1952 por Ernest Oscar Tips, de Avions Fairey, en Gosselies, Bélgica. Fue diseñado para ser fácil de volar, y económico de comprar y de mantener. Fue diseñado tanto para producción industrial como para construcción amateur. "Nipper" era el apodo del primer nieto de Ernest Tips.
El primer avión voló el 12 de diciembre de 1957, con el piloto de pruebas Bernard Neefs. Tenía una cabina abierta y una longitud de 4,56 m, una longitud de 6 m y un alcance de 400 km, ampliable con depósitos de punta a 720 km.

## Diseño y desarrollo
El avión tiene un fuselaje y un timón de tubos de acero soldados, con alas, plano de cola y elevadores revestidos de madera y tela. Pesa 165 kg sin motor. Los primeros aviones estaban equipados con un motor Volkswagen refrigerado por aire Stamo de 40 hp, con modelos posteriores usando motores Pollman-Hepu de 40 hp o Stark Stamo de 45 hp. Más recientemente se ha utilizado el motor Jabiru 2200 de 63 kW (85 hp).
La producción se desarrolló entre 1959 y 1961, con 59 aviones completos y 78 kits entregados por Avions Fairey. Avions Fairey detuvo la producción para liberar capacidad y permitir el ensamblaje del caza F-104G Starfighter para la Fuerza Aérea Belga.
En 1962, los derechos y un amplio surtido de piezas incompletas se vendieron a Cobelavia SA (Compagnie Belge d'Aviation), que ensambló 18 Nipper. El modelo pasó a denominarse Cobelavia D-158 Nipper.
En junio de 1966, la licencia se vendió a Nipper Aircraft Ltd. en Castle Donington, y Slingsby Sailplanes, en Kirkbymoorside, construyó nuevos aviones Mk.III para ellos. La producción se interrumpió debido al incendio de Slingsby a finales de 1968 y la posterior quiebra. Varios Nipper parcialmente construidos se transfirieron a Castle Donington.
En mayo de 1971, Nipper Aircraft Ltd. cesó sus trabajos y vendió la licencia a una empresa llamada Nipper Kits and Components, una empresa que ayuda a los constructores amateur con piezas y planos.

## Historia operacional
En 2000, todavía había unos 45 Nipper activos, la mayoría en el Reino Unido. En 2010, había 34 Nipper registrados en la Autoridad de Aviación Civil británica, mientras que en 2017 sólo quedaban 19.

## Variantes
Tipsy Nipper T.66 Mk 1
Primer modelo de producción, propulsado por un motor Pollman-Hepu de 30 kW (40 hp). Cabina cerrada.
Tipsy Nipper T.66 Mk 2
Segundo modelo de producción; igual que el primero, pero propulsado por un motor Stark Stamo de 33,5 kW (45 hp).
Nipper Mk III
Construido por Slingsby para Nipper Aircraft, normalmente con motores Rollason Ardem Mk X de 1500 cc y 33,5 kW (45 hp), 32 construidos. Depósitos de punta opcionales.
Cobelavia D-158 Nipper
Variante de producción: 18 construidos.

## Especificaciones (Mk.2)
Referencia datos: Simpson, 2001, p. 549

### Características generales
- Tripulación: Uno (piloto)
- Longitud: 4,5 m (14,8 ft)
- Envergadura: 6 m (19,7 ft)
- Altura: 1,9 m (6,2 ft)
- Peso vacío: 299 kg (659 lb)
- Planta motriz: 1× motor bóxer de 4 cilindros refrigerado por aire Stark Stamo 1400A.
  - Potencia: 34 kW (47 HP; 46 CV)
- Hélices: Bipala de paso fijo

### Rendimiento
- Velocidad máxima operativa (Vno): 162 km/h (101 MPH; 87 kt)
- Velocidad crucero (Vc): 150 km/h (93 MPH; 81 kt)
- Alcance: 320 km (173 nmi; 199 mi)
- Régimen de ascenso: 3,3 m/s (640 ft/min)